# عبد القادر الجموسي
عبد القادر الجموسي كاتب وشاعر ومترجم من المغرب. من مواليد القنيطرة عام 1969.

## مؤلفاته
- عودة جلجامش، حكاية ملحمية (2003) [بحاجة لمصدر]
- الشاعر خارج النص، ترجمة الأمير لميكافيلي
- ترجمة رباعيات أربع لتوماس اليوت
- حياة سبينوزا [1]
- قاموس زفزاف للأدب العالمي
- أرض الكنغر
- التجلي الشعري في جدارية محمود درويش 2015 [2]